# Färöischer Fußballpokal 1996
Der Färöische Fußballpokal 1996 fand zwischen dem 17. März und 8. September 1996 statt und wurde zum 42. Mal ausgespielt. In der Wiederholung des Endspiels, welches jeweils im Gundadalur-Stadion in Tórshavn auf Kunstrasen ausgetragen wurde, siegte GÍ Gøta mit 5:3 nach Verlängerung gegen Titelverteidiger HB Tórshavn und konnte den Pokal somit zum dritten Mal gewinnen.
GÍ Gøta und HB Tórshavn belegten in der Meisterschaft die Plätze eins und drei. Da GÍ Gøta dadurch das Double erreichte, nahm HB Tórshavn an der Qualifikation zum Europapokal der Pokalsieger 1997/98 teil. Mit Royn Hvalba erreichte ein Drittligist die Gruppenphase.

## Teilnehmer
Teilnahmeberechtigt waren folgende 21 A-Mannschaften der vier färöischen Ligen:
| 1. Deild | 2. Deild                                                          | 3. Deild                                 | 4. Deild                  |
| B36 Tórshavn B68 Toftir B71 Sandur FS Vágar GÍ Gøta HB Tórshavn ÍF Fuglafjørður KÍ Klaksvík TB Tvøroyri VB Vágur | EB/Streymur LÍF Leirvík NSÍ Runavík SÍ Sørvágur SÍ Sumba Skála ÍF | Æsir Vestmanna Fram Tórshavn Royn Hvalba | AB Argir Skansin Tórshavn |

## Modus
Sämtliche Erstligisten sowie die Zweitligisten EB/Streymur, NSÍ Runavík und SÍ Sumba waren für die Gruppenphase gesetzt. Die verbliebenen Mannschaften spielten in zwei Runden die restlichen drei Teilnehmer aus. In der Gruppenphase spielte jede Mannschaft zwei Mal gegen jede andere, wobei sich die Erst- und Zweitplatzierten jeder Gruppe für die nächste Runde qualifizierten. Anschließend wurde im K.-o.-System weitergespielt.

## Qualifikation
Die Partien der Qualifikationsrunde fanden am 17. März statt.
|               | Ergebnis  |                  |
| ------------- | --------- | ---------------- |
| AB Argir      | 2:3 (1:0) | Skansin Tórshavn |
| Fram Tórshavn | 4:3 (1:1) | Æsir Vestmanna   |

## 1. Runde
Die Partien der 1. Runde fanden am 23. und 24. März statt.
|                  | Ergebnis   |               |
| ---------------- | ---------- | ------------- |
| Skála ÍF         | 3:11 (1:3) | LÍF Leirvík   |
| Skansin Tórshavn | 0:4 (0:3)  | Royn Hvalba   |
| SÍ Sørvágur      | 3:1 (2:0)  | Fram Tórshavn |

## Gruppenphase
Die Partien der Gruppenphase fanden zwischen dem 30. März und 3. Mai statt.

### Gruppe 1
| Pl. | Verein       | Sp. | S | U | N | Tore    | Diff. | Punkte |
| --- | ------------ | --- | - | - | - | ------- | ----- | ------ |
| 1.  | B36 Tórshavn | 6   | 5 | 0 | 1 | 032:600 | +26   | 15     |
| 2.  | B71 Sandur   | 6   | 5 | 0 | 1 | 020:800 | +12   | 15     |
| 3.  | SÍ Sørvágur  | 6   | 2 | 0 | 4 | 009:320 | −23   | 06     |
| 4.  | TB Tvøroyri  | 6   | 0 | 0 | 6 | 009:240 | −15   | 0      |

| 30. März 1996  |            |              |
| B36 Tórshavn   | 4:0 (1:0)  | TB Tvøroyri  |
| 31. März 1996  |            |              |
| SÍ Sørvágur    | 0:4 (0:2)  | B71 Sandur   |
| 3. April 1996  |            |              |
| TB Tvøroyri    | 1:2 (0:0)  | SÍ Sørvágur  |
| 4. April 1996  |            |              |
| B36 Tórshavn   | 2:3 (1:1)  | B71 Sandur   |
| 8. April 1996  |            |              |
| B71 Sandur     | 4:3 (2:0)  | TB Tvøroyri  |
| SÍ Sørvágur    | 1:5 (0:1)  | B36 Tórshavn |
| 14. April 1996 |            |              |
| B71 Sandur     | 4:0 (1:0)  | SÍ Sørvágur  |
| TB Tvøroyri    | 1:4 (1:0)  | B36 Tórshavn |
| 20. April 1996 |            |              |
| B71 Sandur     | 0:1 (0:0)  | B36 Tórshavn |
| SÍ Sørvágur    | 5:2 (2:0)  | TB Tvøroyri  |
| 2. Mai 1996    |            |              |
| B36 Tórshavn   | 16:1 (8:1) | SÍ Sørvágur  |
| 3. Mai 1996    |            |              |
| TB Tvøroyri    | 2:5 (2:3)  | B71 Sandur   |

### Gruppe 2
| Pl. | Verein      | Sp. | S | U | N | Tore    | Diff. | Punkte |
| --- | ----------- | --- | - | - | - | ------- | ----- | ------ |
| 1.  | GÍ Gøta     | 6   | 6 | 0 | 0 | 030:300 | +27   | 18     |
| 2.  | VB Vágur    | 6   | 3 | 0 | 3 | 020:120 | +8    | 09     |
| 3.  | FS Vágar    | 6   | 3 | 0 | 3 | 014:230 | −9    | 09     |
| 4.  | LÍF Leirvík | 6   | 0 | 0 | 6 | 007:330 | −26   | 0      |

| 30. März 1996  |           |             |
| LÍF Leirvík    | 1:6 (1:3) | VB Vágur    |
| 31. März 1996  |           |             |
| FS Vágar       | 0:7 (0:2) | GÍ Gøta     |
| 4. April 1996  |           |             |
| FS Vágar       | 3:1 (3:0) | LÍF Leirvík |
| GÍ Gøta        | 6:0 (2:0) | VB Vágur    |
| 8. April 1996  |           |             |
| LÍF Leirvík    | 1:5 (0:3) | GÍ Gøta     |
| VB Vágur       | 6:1 (5:1) | FS Vágar    |
| 14. April 1996 |           |             |
| GÍ Gøta        | 5:1 (1:0) | FS Vágar    |
| VB Vágur       | 7:0 (2:0) | LÍF Leirvík |
| 20. April 1996 |           |             |
| LÍF Leirvík    | 3:7 (1:4) | FS Vágar    |
| VB Vágur       | 0:2 (0:0) | GÍ Gøta     |
| 3. Mai 1996    |           |             |
| FS Vágar       | 2:1 (2:0) | VB Vágur    |
| GÍ Gøta        | 5:1 (3:0) | LÍF Leirvík |

### Gruppe 3
| Pl. | Verein          | Sp. | S | U | N | Tore    | Diff. | Punkte |
| --- | --------------- | --- | - | - | - | ------- | ----- | ------ |
| 1.  | ÍF Fuglafjørður | 6   | 4 | 1 | 1 | 014:700 | +7    | 13     |
| 2.  | B68 Toftir      | 6   | 4 | 1 | 1 | 012:500 | +7    | 13     |
| 3.  | NSÍ Runavík     | 6   | 2 | 2 | 2 | 019:900 | +10   | 08     |
| 4.  | Royn Hvalba     | 6   | 0 | 0 | 6 | 003:270 | −24   | 0      |

| 31. März 1996   |           |                 |
| ÍF Fuglafjørður | 2:0 (1:0) | B68 Toftir      |
| Royn Hvalba     | 0:9 (0:2) | NSÍ Runavík     |
| 4. April 1996   |           |                 |
| B68 Toftir      | 2:0 (0:0) | NSÍ Runavík     |
| ÍF Fuglafjørður | 4:0 (1:0) | Royn Hvalba     |
| 8. April 1996   |           |                 |
| NSÍ Runavík     | 2:2 (1:1) | ÍF Fuglafjørður |
| Royn Hvalba     | 1:4 (0:1) | B68 Toftir      |
| 13. April 1996  |           |                 |
| B68 Toftir      | 2:1 (2:0) | ÍF Fuglafjørður |
| NSÍ Runavík     | 5:1 (2:0) | Royn Hvalba     |
| 14. April 1996  |           |                 |
| B68 Toftir      | 3:0 (2:0) | Royn Hvalba     |
| 20. April 1996  |           |                 |
| NSÍ Runavík     | 1:1 (0:0) | B68 Toftir      |
| Royn Hvalba     | 1:2 (1:1) | ÍF Fuglafjørður |
| 1. Mai 1996     |           |                 |
| ÍF Fuglafjørður | 3:2 (1:0) | NSÍ Runavík     |

### Gruppe 4
| Pl. | Verein      | Sp. | S | U | N | Tore    | Diff. | Punkte |
| --- | ----------- | --- | - | - | - | ------- | ----- | ------ |
| 1.  | KÍ Klaksvík | 6   | 6 | 0 | 0 | 034:200 | +32   | 18     |
| 2.  | HB Tórshavn | 5   | 3 | 0 | 2 | 018:700 | +11   | 09     |
| 3.  | SÍ Sumba    | 6   | 2 | 0 | 4 | 006:320 | −26   | 06     |
| 4.  | EB/Streymur | 5   | 0 | 0 | 5 | 003:200 | −17   | 0      |

| 30. März 1996  |            |             |
| EB/Streymur    | 0:4 (0:3)  | SÍ Sumba    |
| 31. März 1996  |            |             |
| HB Tórshavn    | 1:3 (1:1)  | KÍ Klaksvík |
| 4. April 1996  |            |             |
| HB Tórshavn    | 8:0 (4:0)  | SÍ Sumba    |
| KÍ Klaksvík    | 4:0 (0:0)  | EB/Streymur |
| 8. April 1996  |            |             |
| HB Tórshavn    | 4:1 (2:0)  | EB/Streymur |
| SÍ Sumba       | 0:6 (0:3)  | KÍ Klaksvík |
| 14. April 1996 |            |             |
| KÍ Klaksvík    | 3:0 (0:0)  | HB Tórshavn |
| SÍ Sumba       | 2:1 (2:0)  | EB/Streymur |
| 20. April 1996 |            |             |
| EB/Streymur    | 1:6 (0:2)  | KÍ Klaksvík |
| SÍ Sumba       | 0:5 (0:1)  | HB Tórshavn |
| 3. Mai 1996    |            |             |
| KÍ Klaksvík    | 12:0 (3:0) | SÍ Sumba    |
| EB/Streymur    | 1-:- 1     | HB Tórshavn |

## Viertelfinale
Die Viertelfinalpartien fanden am 16. Mai statt.
|                 | Ergebnis  |             |
| --------------- | --------- | ----------- |
| B36 Tórshavn    | 1:4 (1:2) | HB Tórshavn |
| GÍ Gøta         | 4:0 (0:0) | B68 Toftir  |
| ÍF Fuglafjørður | 0:1 (0:0) | VB Vágur    |
| KÍ Klaksvík     | 8:1 (4:1) | B71 Sandur  |

## Halbfinale
Die Hinspiele im Halbfinale fanden am 5. Juni statt, die Rückspiele am 28. und 29. Juni.
|             | Gesamt          |             | Hinspiel  | Rückspiel            |
| ----------- | --------------- | ----------- | --------- | -------------------- |
| KÍ Klaksvík | 6:6 (2:4 i. E.) | HB Tórshavn | 1:1 (1:0) | 5:5 n. V. (5:5, 3:1) |
| VB Vágur    | 2:4             | GÍ Gøta     | 2:1 (1:1) | 0:3 (0:1)            |

## Finale
Das erste Finalspiel fand am 4. August statt. Da dieses auch nach Verlängerung unentschieden stand, wurde ein Wiederholungsspiel für den 8. September angesetzt.

### 1. Spiel
| Paarung        | GÍ Gøta – HB Tórshavn |
| Ergebnis       | 2:2 n. V. (0:0, 0:0) |
| Datum          | 4. August 1996 |
| Stadion        | Gundadalur, Tórshavn |
| Schiedsrichter | Lassin Isaksen (Klaksvík) |
| Tore           | 1:0 Henning Jarnskor (93.) 1:1 Hallur Danielsen (104.) 1:2 Petur Slyne (119.) 2:2 Símun Petur Justinussen (120.) |
| GÍ Gøta        | Jens Martin Knudsen – Janus Rasmussen, Poul Ennigarð – Henning Jarnskor, Jóan Petur Olsen, Erland Tvørfoss (110. Tummas Magnussen), Pauli Jarnskor, Rúni Justinussen – Símun Petur Justinussen , John Petersen, Heini Heinason (69. Sámal Joensen) Cheftrainer: Páll Guðlaugsson ( Island) |
| HB Tórshavn    | Kaj Leo Johannesen – Bjarki Mohr, Andreas F. Hansen (67. Hans á Lag), Niclas Joensen, Eyðfinn Davidsen – Hans Thomassen (91. Hallur Danielsen), Petur Slyne, Rúni Nolsøe, Ingi Rasmussen – Jóhannis Joensen (76. Gunnar Mohr), Uni Arge Cheftrainer: Jóhan Nielsen                         |
| Gelbe Karten   | Símun Petur Justinussen – Niclas Joensen, Eyðfinn Davidsen |

### Wiederholungsspiel
| Paarung        | GÍ Gøta – HB Tórshavn |
| Ergebnis       | 5:3 n. V. (2:2, 1:2) |
| Datum          | 8. September 1996 |
| Stadion        | Gundadalur, Tórshavn |
| Schiedsrichter | Lassin Isaksen (Klaksvík) |
| Tore           | 0:1 Uni Arge (16.) 0:2 Hallur Danielsen (18.) 1:2 Rúni Justinussen (45.) 2:2 John Petersen (86.) 3:2 Símun Petur Justinussen (98.) 4:2 Agnar Højgaard (102.) 5:2 Rúni Justinussen (105.) 5:3 Uni Arge (120.)                                                                                                   |
| GÍ Gøta        | Jens Martin Knudsen – Janus Rasmussen, Poul Ennigarð – Henning Jarnskor, Sámal Joensen, Jóan Petur Olsen (72. Agnar Højgaard), Pauli Jarnskor (83. Tummas Magnussen), Rúni Justinussen – Símun Petur Justinussen , John Petersen, Heini Heinason (58. Erland Tvørfoss) Cheftrainer: Páll Guðlaugsson ( Island) |
| HB Tórshavn    | Kaj Leo Johannesen – Bjarki Mohr, Andreas F. Hansen (79. Jóhannis Joensen), Niclas Joensen (103. Andrew av Fløtum), Hans á Lag – Hallur Danielsen, Rúni Nolsøe, Mikkjal K. Thomassen, Ingi Rasmussen – Gunnar Mohr (72. Bogi Midjord), Uni Arge Cheftrainer: Jóhan Nielsen                                     |
| Gelbe Karten   | keine – Andreas F. Hansen, Mikkjal K. Thomassen, Kaj Leo Johannesen, Bjarki Mohr, Hallur Danielsen |

## Torschützenliste
Bei gleicher Anzahl von Treffern sind die Spieler nach dem Nachnamen alphabetisch geordnet.
| Platz | Spieler             | Verein          | Tore |
| ----- | ------------------- | --------------- | ---- |
| 1     | Kurt Mørkøre        | KÍ Klaksvík     | 19   |
| 2     | Uni Arge            | HB Tórshavn     | 15   |
| 3     | John Petersen       | GÍ Gøta         | 10   |
| 4     | Eyðun Klakstein     | KÍ Klaksvík     | 07   |
| 5     | John Heri Dam       | B36 Tórshavn    | 06   |
| 5     | Páll Didriksen      | B68 Toftir      | 06   |
| 5     | Óli Johannesen      | B36 Tórshavn    | 06   |
| 5     | Magni Jarnskor      | GÍ Gøta         | 06   |
| 5     | Allan Mørkøre       | KÍ Klaksvík     | 06   |
| 10    | Símun Eliasen       | ÍF Fuglafjørður | 05   |
| 10    | Sjúrður Jacobsen    | NSÍ Runavík     | 05   |
| 10    | Rúni Justinussen    | GÍ Gøta         | 05   |
| 10    | Gert Langgaard      | LÍF Leirvík     | 05   |
| 10    | Tummas Magnussen    | GÍ Gøta         | 05   |
| 10    | Jørgen Meitilberg   | B36 Tórshavn    | 05   |
| 10    | Jens Erik Rasmussen | FS Vágar        | 05   |
| 10    | Torbjørn Jensen     | B71 Sandur      | 05   |